# Jamie Hector
Jamie Hector (New York, 7 ottobre 1975) è un attore statunitense.
È conosciuto principalmente per il ruolo di Marlo Stanfield nella serie televisiva The Wire andata in onda su HBO dal 2002 al 2008.

## Carriera
Jamie Hector ha iniziato a recitare subito dopo il liceo, in una compagnia teatrale della comunità. Successivamente si iscrive al college, continuando a recitare piccoli ruoli in New York Undercover, The Beat, Squadra emergenza e Jericho. Il suo primo lavoro cinematografico fu Clockers di Spike Lee.
Nel 2002, Hector ha avuto un breve ruolo nel film Paid in Full. Hector attribuisce il momento cruciale della sua carriera al cortometraggio del 2003 Five Deep Breaths diretto da Seith Mann: il cortometraggio passò per diversi festival tra cui quello di Cannes, il Sundance Film Festival, il Tribeca Film Festival, e l'IFP Film Festival ed in totale ricevette 16 premi. David Simon, il creatore di The Wire, ha citato Five Deep Breaths come il film che ha portato Hector alla sua attenzione, e che lo ha portato ad essere scelto come Marlo Stanfield.
Nel 2007 ha recitato nel film Blackout con Melvin Van Peebles e Jeffrey Wright, ed ha interpretato Benjamin "Knox" Washington nella terza stagione di Heroes. Nel 2008, Hector è apparso nel film Max Payne, in cui interpreta il ruolo di Lincoln DeNeuf, un boss del crimine.
Nel 2009 Hector è comparso nel film Just Another Day, dove ha interpretato il rapper Young Eastie e nel 2010 ha avuto un ruolo in Night Catches Us con Kerry Washington e Anthony Mackie. Ha doppiato Emile-A239 (Noble 4) nel videogame Halo: Reach nella versione originale.
Dal 2014 al 2015, ha interpretato un ruolo ricorrente in Person of Interest, Lincoln Cordell, detto Link, il secondo in comando della Fratellanza.
Nel 2015, Jamie è il co-protagonista della serie televisiva Bosch, Jerry Edgar il detective e partner di Harry Bosch interpretato da Titus Welliver.

## Filmografia parziale

### Attore

#### Cinema
- He Got Game, regia di Spike Lee (1998)
- Ghost Dog - Il codice del samurai, regia di Jim Jarmusch (1999)
- The Day the Ponies Come Back, regia di Jerry Schatzberg (2000)
- Prison Song, regia di Darnell Martin (2001)
- Paid in Full, regia di Charles Stone III (2002)
- Everyday People, regia di Jim McKay (2004)
- Blackout, regia di Jerry Lamothe (2007)
- Max Payne, regia di John Moore (2008)
- Just Another Day, regia di Peter Spirer (2009)
- Night Catches Us, regia di Tanya Hamilton (2010)
- Blood Ties, regia di Guillaume Canet (2013)
- All Eyez on Me, regia di Benny Boom (2017)
- Doubting Thomas, regia di Will McFadden (2018)
- Canal Street, regia di Rhyan LaMarr (2018)
- 16 Bars, regia di Tamir x Singleton (2020)
- Gli amici delle vacanze 2 (Vacation Friends 2), regia di Clay Tarver (2023)

#### Televisione
- New York Undercover – serie TV, episodio 3x22 (1997) – non accreditato
- The Beat – serie TV, episodio 1x02 (2000)
- Law & Order - I due volti della giustizia (Law & Order) – serie TV, episodio 11x06 (2000)
- Squadra emergenza (Third Watch) – serie TV, episodio 2x22 (2001)
- Law & Order - Unità vittime speciali (Law & Order: Special Victims Unit) – serie TV, episodio 3x19 (2002)
- The Wire – serie TV, 31 episodi (2004-2008)
- Heroes – serie TV, 11 episodi (2006-2008)
- The Game – serie TV, episodio 2x17 (2008)
- Jericho – serie TV, episodio 2x07 (2008)
- Cold Case - Delitti irrisolti (Cold Case) – serie TV, episodio 7x04 (2009)
- Mercy – serie TV, episodi 1x14-1x15 (2010)
- Lie to Me – serie TV, episodio 3x01 (2010)
- CSI: Miami – serie TV, episodio 9x16 (2011)
- Common Law – serie TV, episodio 1x11 (2012)
- Bosch – serie TV, 68 episodi (2014-2021)
- Power – serie TV, 4 episodi (2014-2015)
- The Strain – serie TV, 9 episodi (2014-2017)
- Person of Interest – serie TV, 4 episodi (2014-2015)
- Quarry - Pagato per uccidere (Quarry) – serie TV, episodi 1x01-1x08 (2016)
- Regina del Sud (Queen of the South) – serie TV, 14 episodi (2017-2021)
- Unsolved – serie TV, episodio 1x01 (2018)
- Wu-Tang: An American Saga – serie TV, 4 episodi (2019)
- Prodigal Son – serie TV, episodio 1x20 (2020)
- Bosch: l'eredità (Bosch: Legacy) – serie TV, episodio 1x06 (2022)
- We Own This City - Potere e corruzione (We Own This City) – miniserie TV, 5 puntate (2022)

### Doppiatore
- Grand Theft Auto: Liberty City Stories (2005)
- Halo: Reach – videogioco (2010)
- Tron - La serie (Tron: Uprising) – serie animata, episodio 1x14 (2012)
- Dishonored 2 – videogioco (2016)

## Doppiatori italiani
Nelle versioni in italiano delle opere in cui ha recitato, Jamie Hector è stato doppiato da:
- Marco Vivio in Bosch, Bosch: l'eredità, Ballard
- Simone Crisari in Person of Interest, Prodigal Son, Gli amici delle vacanze 2
- Alessandro Quarta in Heroes, Power
- Corrado Conforti in Cold Case - Delitti irrisolti, CSI: Miami
- Andrea Mete in The Wire
- Fabio Boccanera in Max Payne
- Fabrizio Vidale in Lie to Me
- Stefano Billi in The Strain
- Riccardo Scarafoni in Quarry - Pagato per uccidere
- Davide Lepore in All Eyez on Me
- Federico Viola in Regina del Sud
- Stefano Alessandroni in Wu-Tang: An American Saga
- Nanni Baldini in We Own This City - Potere e corruzione

Da doppiatore è stato sostituito da:
- Francesco Rizzi in Dishonored 2